# Fort Benning

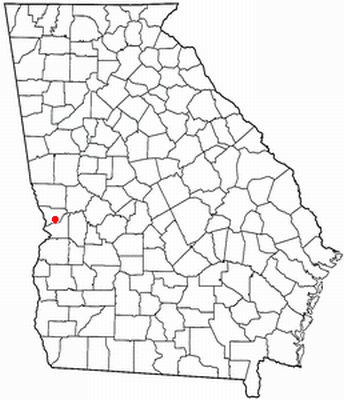
Lage von Fort Benning

Fort Benning ist eine Basis der United States Army, die sich südwestlich von Columbus, Georgia in den Bezirken Muscogee County, Chattahoochee County und Russell County (Alabama) befindet. Der Fluss Chattahoochee fließt durch das Fort. Die Basis war vom 11. Mai 2023 bis zum 3. März 2025 als „Fort Moore“ bekannt und beheimatet das US Army Infantry Center. Es ist außerdem seit 1984 Standort des umstrittenen Western Hemisphere Institute for Security Cooperation.

## Geschichte
Fort Benning wurde im Oktober 1918 als Camp Benning eingerichtet und war bis 2023 nach Henry L. Benning, einem General der Armee der konföderierten Staaten von Amerika und Einwohner von Columbus (GA) benannt.
Während des Zweiten Weltkrieges wurde Fort Benning die Heimatbasis der 555th Parachute Infantry Company, deren Ausbildung im Dezember 1943 begann. Dies stellte einen Meilenstein für die Afroamerikaner dar, da die Kompanie nur aus ihnen bestand. Ferner wurde in Fort Benning die 1991 deaktivierte 2. US-Panzerdivision aufgestellt.
Der für das Massaker von My Lai als Kriegsverbrecher verurteilte William Calley stand 3½ Jahre in Fort Benning unter Hausarrest.
Am 11. Mai 2023 wurde die Basis in „Fort Moore“ umbenannt. Der Namenswechsel ist Teil einer Kampagne, welche Namensverbindungen mit konföderierten Soldaten reduzieren soll.
Am 3. März 2025 erfolgte eine Rückumbenennug auf Anordnung von Pete Hegseth; zwar mit dem vormaligen Namen, aber bezugnehmend auf Fred G. Benning, einem Veteranen des Ersten Weltkriegs.

## Auftrag
Die erste Aufgabe der Basis war es, für die Grundausbildung der Einheiten, die im Zweiten Weltkrieg kämpften, zu sorgen. Mit dem Ende des Krieges wurde Fort Benning eine Zeit lang geschlossen, bevor die US Army eine neue Verwendung für den Stützpunkt fand. Die erste Einrichtung war die US Army Infantry School, die bis heute in Fort Benning beheimatet ist. Die Holzgebäude wurden erneuert und umgebaut.
Die Basis besitzt große Anlagen für die Grundausbildung in der Infanterie. Sie ist die Heimat der Infantry Training Brigade der US Army und das Trainingszentrum der 82. US-Luftlandedivision. Ferner ist auf dem Stützpunkt die Basic Combat Training Brigade (BCTB) untergebracht.

## Organisation und stationierte Einheiten
Fort Benning unterteilt sich in vier Gebiete, Main Post, Kelley Hill, Sand Hill und Harmony Church.
In Main Post sind beispielsweise die Militärpolizei, das 29. US-Infanterieregiment, die Officer Candidate School und das Zentrum der theoretischen Ausbildung der 82. US-Luftlandedivision zu finden.
Kelley Hill ist der Stützpunkt der 3. Brigade der 3. US-Infanteriedivision.
In Sand Hill sind die Infantry Training Brigade und die Basic Combat Training Brigade beheimatet.
In Harmony Church sind die Scharfschützen- und Army-Ranger-Schulen, sowie das 1. Bataillon des 29. US-Infanterieregimentes zu finden.
Fryar Drop Zone, die Absprungzone der 82. US-Luftlandedivision, ist in dem Teil von Fort Moore, der im US-Bundesstaat Alabama liegt.
Weitere in Fort Benning stationierte Ausbildungseinheiten sind das Western Hemisphere Institute for Security Cooperation (WHINSEC), früher bekannt als School of the Americas und die US Army Pathfinder-Ausbildungsschule.

### Stationierte Einheiten
- 3. US-Infanteriedivision
  - 4th Armored Brigade Combat Team (ABCT) (schwere Brigade)
- 75th Ranger Regiment Hauptquartier
  - 3rd Battalion, 75th Ranger Regiment (Kampftruppenbataillon Spezialkräfte)

### Kommandant
Seit 2022 ist Generalmajor Curtis A. Buzzard kommandierender General dieses Militärstützpunktes.
Frühere Kommandeure der Basis waren unter anderem der General of the Armies of the United States John J. Pershing und der General of the Army Omar N. Bradley, nach welchen eine Mittelstreckenrakete bzw. ein Schützenpanzer benannt sind.

## Persönlichkeiten
- Donald V. Rattan (1924–2017), Generalmajor der United States Army, hier geboren
- George Lee Butler (* 1939), General der United States Air Force, hier geboren
- Phil Gramm (* 1942), Ökonom und Politiker, hier geboren
- Larry Johnson (1947–2010), Film- und Musikproduzent, Regisseur und Cutter, hier geboren
- Timothy A. Springer (* 1948), Immunologe und Hochschullehrer, hier geboren
- James L. Campbell (* 1949), Generalleutnant der United States Army, hier geboren
- Jeffery Broadwater (* 1967), Generalmajor der United States Army, hier geboren